# سيباستيان لو كلارك
سيباستيان لو كلارك (بالفرنسية: Sébastien Leclerc) (و. 1637 – 1714 م) هو مهندس ورسام من فرنسا، ولد في ميتز، وتوفي في باريس عن عمر ناهز 77 عاماً.